# Andrena vanduzeei
Andrena vanduzeei är en biart som beskrevs av Linsley 1938. Andrena vanduzeei ingår i släktet sandbin, och familjen grävbin. Inga underarter finns listade i Catalogue of Life.